# Dean Court
Dean Court (dawniej Fitness First Stadium, od lipca 2015 roku od nazwy sponsora Vitality Stadium) – stadion piłkarski w Bournemouth w hrabstwie Dorset, na którym swoje mecze rozgrywa klub AFC Bourmemouth. 
Stadion zbudowano w 1910 roku. Rekord frekwencji wynosi 28 799 widzów. W 2001 obiekt został przebudowany, m.in. zmienił położenie o 90 stopni w stosunku do pierwotnej lokalizacji.